# Польское ядерное общество
Польское ядерное общество (пол. Polskie Towarzystwo Nukleoniczne) — польское научное общество, основанное в 1991 году. Первым председателем Общества был доктор наук, профессор Ежи Минчевский (1991—1996 гг.).
Согласно Уставу, целью Общества является изучение ядерных явлений, процессов и методов, особенно в области получения энергии, развития промышленности и сельского хозяйства, охраны здоровья и окружающей среды, а также объективное информирование общества об условиях безопасного использования ядерных явлений и процессов.
В состав Общества входят две научные секции — секция применения ядерных технологий и секция ядерной энергетики, а также издательский комитет.
Обществом выпускается научный журнал Biuletyn Nukleoniczny, кроме того Общество участвует в издании профильных журналов — Postępy Techniki Jądrowej и Nukleonika.
Общество сотрудничает с международными ядерными организациями, является членом Европейского ядерного общества.
Председателем Общества является доктор наук, профессор Grażyna Zakrzewska-Kołtuniewicz.